# 10e Wing tactique
Le 10e Wing tactique (10 Tactische Wing en néerlandais) est une escadre de la composante air de l'armée belge basée à Kleine Brogel.
C'est l'un des deux Wing de chasse de la composante air, l'autre étant le 2e Wing tactique basé à Florennes. Il opère avec des F-16 Fighting Falcon.

## Historique

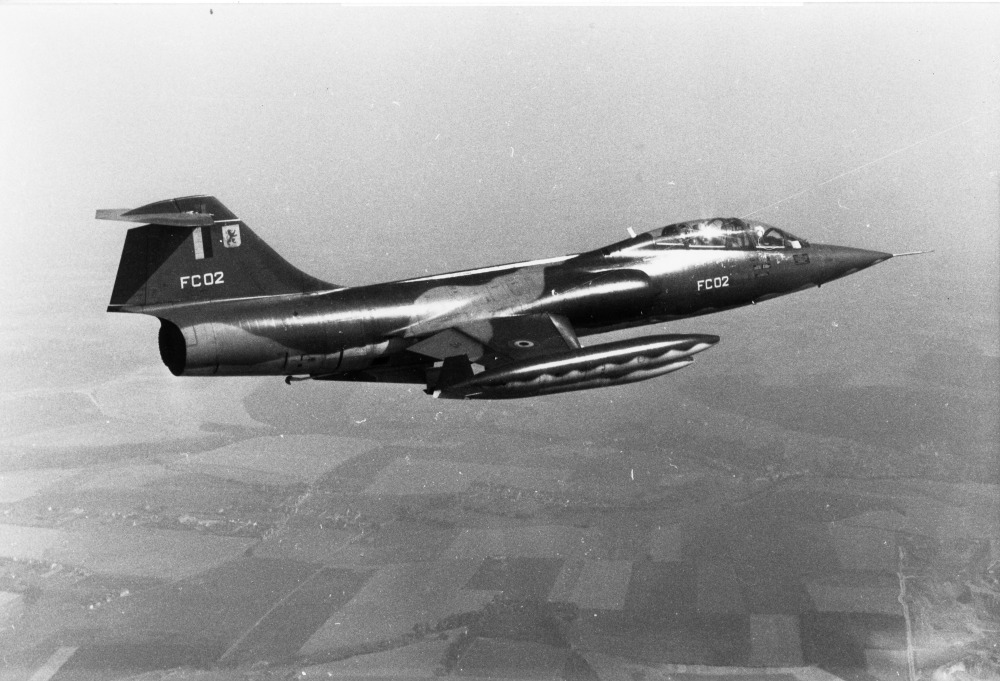
TF-104G, 10e Wing tactique. Les F-104 sont en service entre 1963 et 1981.

## Escadrilles
Le 10e Wing tactique est composé, au début du 21e siècle, des 31e et 349e escadrilles de F-16.